# Margaux
Margaux là một xã trong tỉnh Gironde, thuộc vùng Nouvelle-Aquitaine của nước Pháp, có dân số là 1338 người (thời điểm 1999). Xã nổi tiếng thế giới vì rượu vang đỏ của nó. Cháu gái của Ernest Hemingway, người rất thích rượu vang đỏ vùng này, có tên là Margaux Hemingway.